# Championnat d'Uruguay de football 1992
Navigation
Saison précédente Saison suivante
La saison 1992 du Championnat d'Uruguay de football est la quatre-vingt-dixième édition du championnat de première division en Uruguay. Les treize meilleurs clubs du pays sont regroupés au sein d'une poule unique, la Primera División, où ils s'affrontent deux fois au cours de la saison, à domicile et à l'extérieur. En fin de saison, les deux derniers du classement sont relégués et remplacés par les deux meilleurs clubs de deuxième division.
C'est le Club Nacional de Football qui est sacré champion d'Uruguay cette saison après avoir terminé en tête du classement final avec cinq points d’avance sur CA River Plate, promu de Primera B et six sur Danubio Fútbol Club. C'est le 35e titre de champion d'Uruguay de l’histoire du club.

## Qualifications continentales
Les deux premiers de la Liguilla pré-Libertadores obtiennent leur billet pour la prochaine Copa Libertadores tandis que les 3e et 4e sont qualifiés pour la Coupe CONMEBOL, la nouvelle compétition continentale mise en place par la confédération sud-américaine.

## Les clubs participants
| - CA Peñarol - Defensor Sporting Club - Club Nacional de Football - Club Atlético Bella Vista - Club Atlético Progreso - Racing Club de Montevideo | - CA River Plate - Promu de D2 - Danubio FC - CA Cerro - Liverpool Fútbol Club - Central Español Fútbol Club - Montevideo Wanderers - Club Atlético Rentistas |

## Compétition

### Classement
Le barème utilisé pour établir le classement est le suivant :
- Victoire : 2 points
- Match nul : 1 point
- Défaite : 0 point

| Rang | Équipe                      | Pts | J  | G  | N  | P  | Bp | Bc | Diff |
| ---- | --------------------------- | --- | -- | -- | -- | -- | -- | -- | ---- |
| 1    | Club Nacional de Football   | 33  | 24 | 14 | 5  | 5  | 46 | 26 | +20  |
| 2    | CA River PlateP             | 28  | 24 | 10 | 8  | 6  | 35 | 26 | +9   |
| 3    | Danubio Fútbol Club         | 27  | 24 | 8  | 11 | 5  | 23 | 18 | +5   |
| 4    | Club Atlético Peñarol       | 26  | 24 | 10 | 6  | 8  | 32 | 25 | +7   |
| 5    | Club Atlético Bella Vista   | 26  | 24 | 9  | 8  | 7  | 28 | 23 | +5   |
| 6    | Defensor Sporting ClubT     | 26  | 24 | 9  | 8  | 7  | 26 | 22 | +4   |
| 7    | Montevideo Wanderers        | 24  | 24 | 7  | 10 | 7  | 21 | 22 | -1   |
| 8    | Racing Club de Montevideo   | 24  | 24 | 4  | 16 | 4  | 17 | 18 | -1   |
| 9    | Club Atlético Progreso      | 24  | 24 | 7  | 10 | 7  | 23 | 31 | -8   |
| 10   | Liverpool Fútbol Club       | 23  | 24 | 6  | 11 | 7  | 17 | 25 | -8   |
| 11   | Club Atlético Cerro         | 19  | 24 | 4  | 11 | 9  | 20 | 27 | -7   |
| 12   | Club Atlético Rentistas     | 18  | 24 | 6  | 6  | 12 | 24 | 33 | -9   |
| 13   | Central Español Fútbol Club | 14  | 24 | 2  | 10 | 12 | 18 | 34 | -16  |

|  | Club champion d’Uruguay et qualifié pour la Liguilla pré-Libertadores |
|  | Qualification pour la Liguilla pré-Libertadores                       |
|  | Relégation directe en deuxième division                               |
|  | T : Tenant du titre P : Promu de D2                                   |

### Liguilla pré-Libertadores
Les six premiers du classement disputent la Liguilla pour déterminer les qualifiés pour la Copa Libertadores et la Copa CONMEBOL. Si le champion ne termine pas parmi les deux premiers, il obtient le droit d'affronter le second de la Liguilla pour connaître la deuxième formation qualifiée.
| Rang | Équipe                     | Pts | J | G | N | P | Bp | Bc | Diff |  | Résultats (▼ dom., ► ext.) | Nac | BVi | Dan | Peñ | Def | RPll |
| ---- | -------------------------- | --- | - | - | - | - | -- | -- | ---- |  | -------------------------- | --- | --- | --- | --- | --- | ---- |
| 1    | Club Nacional de FootballT | 9   | 5 | 4 | 1 | 0 | 9  | 3  | +6   |  | Club Nacional de FootballT |     | 1-0 | 1-1 | 3-1 | 2-1 | 2-0  |
| 2    | Club Atlético Bella Vista  | 7   | 5 | 3 | 1 | 1 | 10 | 5  | +5   |  | Club Atlético Bella Vista  |     |     | 1-1 | 2-1 | 3-1 | 4-1  |
| 3    | Danubio Fútbol Club        | 6   | 5 | 1 | 4 | 0 | 5  | 4  | +1   |  | Danubio Fútbol Club        |     |     |     | 0-0 | 1-1 | 2-1  |
| 4    | Club Atlético Peñarol      | 5   | 5 | 2 | 1 | 2 | 8  | 8  | 0    |  | Club Atlético Peñarol      |     |     |     |     | 2-1 | 4-2  |
| 5    | Defensor Sporting Club     | 3   | 5 | 1 | 1 | 3 | 8  | 9  | -1   |  | Defensor Sporting Club     |     |     |     |     |     | 4-1  |
| 6    | CA River PlateP            | 0   | 5 | 0 | 0 | 5 | 5  | 16 | -11  |  | CA River PlateP            |     |     |     |     |     |      |

## Bilan de la saison
| Championnat d'Uruguay de football 1992 |                                       |
| Champion                               | Club Nacional de Football (35e titre) |
| Qualifications continentales           |                                       |
| Copa Libertadores 1993                 | Club Nacional de Football             |
| Copa Libertadores 1993                 | Club Atlético Bella Vista             |
| Copa CONMEBOL 1993                     | Danubio Fútbol Club                   |
| Copa CONMEBOL 1993                     | Club Atlético Peñarol                 |
| Promotions et relégations              |                                       |
| Promus en Primera División             | Rampla Juniors Fútbol Club            |
| Promus en Primera División             | Huracán Buceo                         |
| Relégués en Primera B                  | Club Atlético Rentistas               |
| Relégués en Primera B                  | Central Español Fútbol Club           |